# Vysokorychlostní trať Chajnanský okruh – východní úsek
Vysokorychlostní trať Chajnanský okruh – východní úsek (čínsky v českém přepisu chaj-nan chuan-tao kao-tchie sien tung tuan, pchin-jinem Hǎinán huándǎo gāotiě xiàn dōng duàn, znaky zjednodušené 海南环岛高铁线东段), také zvaná VRT Chajnanský východní okruh (čínsky v českém přepisu chaj-nan tung chuan kao-tchie, pchin-jinem Hǎinán dōng huán gāotiě, znaky zjednodušené 海南东环高铁), někdy zkráceně Železniční trať Východní okruh (čínsky v českém přepisu tung chuan tchie-lu, pchin-jinem dōng huán tiělù, znaky zjednodušené 东环铁路) je dvoukolejná elektrifikovaná vysokorychlostní trať v Číně na východním pobřeží ostrovní provincie Chaj-nan.
Výstavba trati začala v září 2007 a do provozu byla trať uvedena 30. prosince 2010.
Spolu se západním úsekem trať tvoří Chajnanský okruh, okružní vysokorychlostní trať vedoucí kolem celého ostrova Chaj-nan, a je součástí vysokorychlostního železničního koridoru Pao-tchou (Jin-čchuan) – Chaj-nan.

## Stanice
| Název stanice            | Kilometráž | Lokace (prefektura/okres)    |
| ------------------------ | ---------- | ---------------------------- |
| Chaj-kchou 海口          | 0          | Chaj-kchou obvod Siou-jing   |
| Čchang-liou 长流         | 10         | Chaj-kchou obvod Siou-jing   |
| Siou-jing 秀英           | 15         | Chaj-kchou obvod Siou-jing   |
| Čcheng-si 城西           | 20         | Chaj-kchou obvod Lung-chua   |
| Chaj-kchou východ 海口东 | 24         | Chaj-kchou obvod Čchiung-šan |
| Mej-lan 美兰             | 38         | Chaj-kchou obvod Mej-lan     |
| Wen-čchang 文昌          | 89         | Wen-čchang                   |
| Čchiung-chaj 琼海        | 139        | Čchiung-chaj                 |
| Po-ao 博鳌               | 147        | Čchiung-chaj                 |
| Che-le 和乐              | 152        | Wan-ning                     |
| Wan-ning 万宁            | 193        | Wan-ning                     |
| Šen-čou 神州             | 215        | Wan-ning                     |
| Ling-šuej 陵水           | 242        | Ling-šuej                    |
| Záliv Ja-lung 亚龙湾     | 296        | San-ja obvod Ťi-jang         |
| San-ja 三亚              | 308        | San-ja obvod Ťi-jang         |